# تمثال القديس بطرس و القديسة فبرونيا المورومية
تمثال القديس بطرس والقديسة فبرونيا المورومية هو تمثال برونزي يقع في وسط مدينة باتايسك في روستوف أوبلاست في روسيا. على أراضي روسيا هناك أكثر من 10 تماثيل تذكارية أنشئت للقديسين بطرس وفبرونيا.

## تاريخ
تم افتتاح تمثال القديس بطرس والقديسة فبرونيا المورومية في 3 نوفمبر 2011 في باتايسك. يمثل النحت نياز بطرس الابن الثاني للأمير يوري فلاديميروفيتش من المورومي، وزوجته فبرونيا، التي وفقا للأسطورة، قد تغلبت على طريق صعب وكسبت طريق الذي سيقودهما إلى حياة الزواج سعيدة.
اليوم، يتم تبجيلهم كقديسين. تم تثبيت النصب التذكاري بمباركة ميركوري، متروبوليت روستوف ونوفتشركاسك، وبدعم من فاسيلي غولوبيف، حاكم روستوف أوبلاست.
التمثال مصنوع بالبرونز. يقع عند مدخل المركز الثقافي والترفيهي للمدينة. عمله النحات سيرغي إيساكوف، مؤلف النصب، لمدة 6 سنوات. وزن النحت 2 طن، والارتفاع مع قاعدة التمثال حوالي 4 أمتار. النحت يمثل نياز بطرس وفبرونيا يحمل حمامة متجهة إلي السماء. في الجزء العلوي من العرسان هناك ملاك الذي، وفقا لنية المؤلف، هو المسؤول عن أمن زواجهما.